# Boulder Burial von Achonry

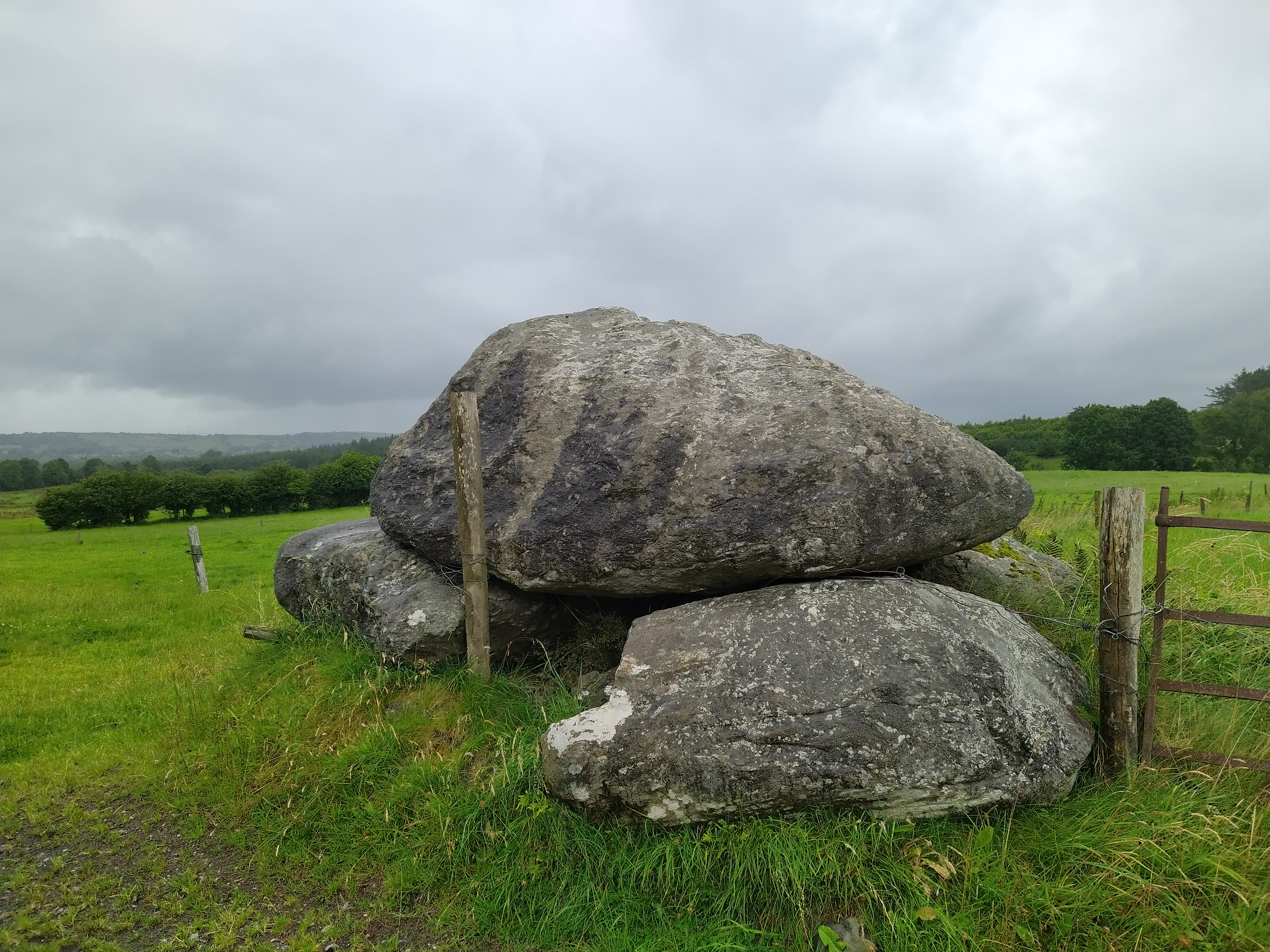
Boulder Burial in Achonry

Das Boulder Burial von Achonry ist ein Boulder Burial (auch Boulder Tomb) und befindet sich im kleinen Dorf Achonry (irisch Achadh Conaire) nordöstlich von Tubbercurry (irisch Tobar an Choire) im County Sligo in Irland. Der archäologische Fundplatz ist touristisch nicht erschlossen und liegt zwischen Kuhweiden in der Nähe der ehemaligen St Crumnathy’s Cathedral der anglikanischen Kirche Irlands.
Die Struktur besteht aus drei großen unregelmäßig geformten Findlingen, die flach auf dem Boden liegen, darüber liegt ein ovaler Deckstein. Die beiden südlichen unteren Felsblöcke messen etwa 2,15 × 2,0 m bei etwa 70 cm Dicke und etwa 2,25 × 1,6 m bei etwa 90 cm Dicke. Der nach Norden gerichtete, größte Block misst 2,7 × 2,7 m bei 70 cm Dicke. Zwischen dem nördlichen Findling und dem Deckstein liegt ein Passstein (0,35 × 0,25 × 0,2 m). Der Deckstein misst 3,55 × 2,55 m. Er ist im Norden 1,4 m und im Süden 0,5 m dick. Insgesamt hat die Steinformation einen Durchmesser von etwa 5,0 Metern und ist 2,3 Meter hoch.
Auf Karten des britischen Ordnance Survey wurde die Formation im Jahr 1909 als „Giants Grave“ eingezeichnet. Archäologisch beschrieben wurde sie unter anderem vom irischen Archäologen Seán Ó Nualláin, während er für die britische Landvermessungsbehörde arbeitete. Er interpretiert die Megalithenanlage als Boulder Burial, obwohl diese Dolmenart  überwiegend in Südirland vorkommt. Seine Argumentation stützt sich auch darauf, dass es im etwa 17 Kilometer entfernten Clogher eine ähnliche Megalithenanlage gibt, sowie das Boulder Tomb im Burren, einem Townland im County Cavan.